# Pierre Pêcher
Pierre Pêcher (datas desconhecidas) foi um esgrimista belgo que participou dos Jogos Olímpicos de Verão de 1928, sob a bandeira da Bélgica.